# Reino de Wexford
El Reino de Wexford (nórdico antiguo: Veisafjǫrðr que significa «ensenada de marismas») fue un pequeño enclave hiberno-nórdico que aparece en la crónica del siglo XII Cogad Gáedel re Gallaib (guerra de los irlandeses contra los extranjeros) y otros escritos contemporáneos como los Anales de los cuatro maestros, Anales de Inisfallen y Anales de Tigernach. Fue fundado por los vikingos hacia 819, cuando se tiene constancia de las primeras expediciones de saqueo en la región, y permaneció bajo su gobierno unos 300 años como ciudad estado, en gran medida independiente; En 892 los vikingos de Waterford, Wexford y St. Mullins fueron derrotados, a partir de entonces Wexford ofrecía tributo a los monarcas irlandeses del Reino de Leinster.